# Callan McAuliffe
Callan McAuliffe   (Sydney, 1995), és un actor australià, conegut pels seus papers com Bryce Loski a Flipped i Sam Goode a I Am Number Four. Va aparèixer com a jove Jay Gatsby a la pel·lícula de 2013 El gran Gatsby. A partir del 2017 al 2022, apareix a The Walking Dead com a Alden.

## Primers anys de vida
Callan McAuliffe és originari del suburbi de Sydney, Clontarf. És fill de Claudia Keech, i de l'autor i periodista Roger McAuliffe. La seva cosina és l'actriu Jacinta John. Dos dels seus avis eren Irlandesos.
McAuliffe va assistir al Scots College, una escola per a nois de Bellevue Hill. Va ser el corista principal de l'escola i va encapçalar els exàmens de teatre musical de la London Trinity, aconseguint una gran distinció el 2008. Va ser un atleta de pista fins que es va lesionar, cosa que va provocar un enfocament més fort a les arts escèniques.

## Carrera
McAuliffe va començar a actuar als vuit anys, apareixent a les sèries de televisió australianes Comedy Inc. i Blue Water High. Després va tenir un paper recurrent a Packed to the Rafters. També va protagonitzar el curtmetratge independent australià "Franswa Sharl", el 2009, i també va tenir un paper a Resistance (2009). McAuliffe va debutar al llargmetratge americà a Flipped, dirigit per Rob Reiner. Va fer una audició per a la pel·lícula mentre estava de vacances als Estats Units i va guanyar el paper de Bryce, el protagonista. La pel·lícula es basa en la novel·la del mateix títol de 2001 de Wendelin Van Draanen.

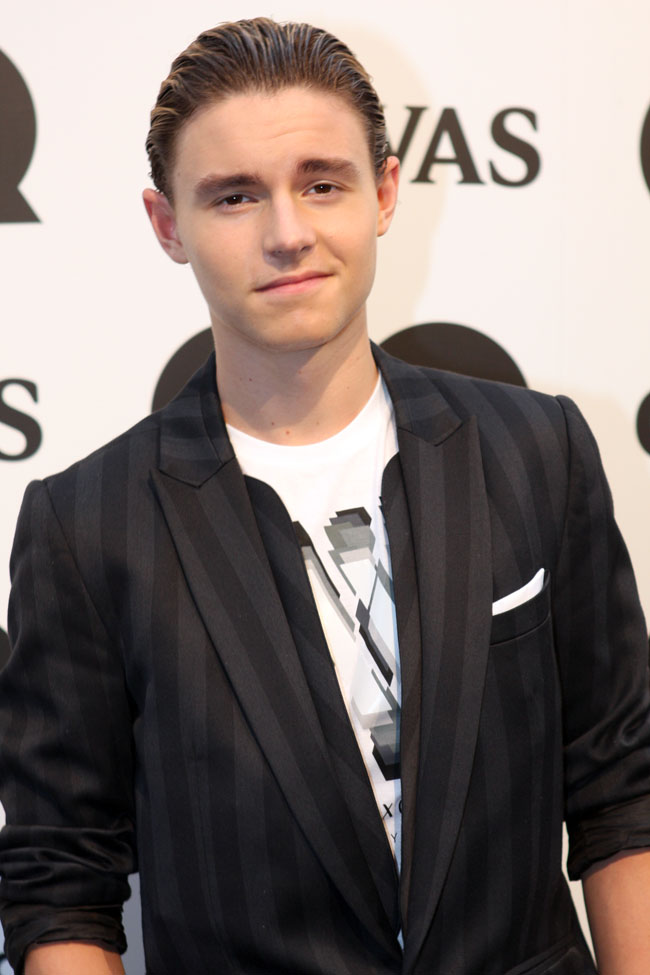
McAuliffe el novembre del 2011

Al maig de 2010, McAuliffe va ser protagonitzada per la pel·lícula de ciència-ficció Sóc el número quatre, basada en la novel·la del mateix títol de Pittacus Lore, la pel·lícula està produïda per Steven Spielberg i Michael Bay. Va interpretar a Sam, el millor amic del personatge principal d'Alex Pettyfer. Després va aparèixer a la minisèrie australiana Cloudstreet, basada en la novel·la del mateix títol de Tim Winton, interpretant al jove Quick Lamb. [9] McAuliffe va aparèixer com a jove Jay Gatsby en l’adaptació cinematogràfica de 2013 de The Great Gatsby, dirigida per Baz Luhrmann. McAuliffe va actuar posteriorment a Beneath the Harvest Sky (2013).
McAuliffe va ser escollit com l'arcàngel Uriel al costat de Djimon Hounsou a la pel·lícula d'acció d'Alex Proyas, El Paradís perdut, abans que el projecte fos suspès. El 2012 va protagonitzar la pel·lícula de televisió australiana Underground: The Julian Assange Story, com un dels amics de l'adolescent Assange implicats en els subversius internacionals. El 3 de febrer de 2013, es va anunciar que McAuliffe protagonitzaria al costat de Samuel L. Jackson i India Eisley el remake de la pel·lícula d'acció en viu de l'animi japonès Kite de 1998. El 2015, McAuliffe es va unir al repartiment de La llegenda de Ben Hall, una epopeia històrica australiana basada en la història real del destructor Ben Hall, on retrata el membre de la vida real Daniel Ryan. El 2018, McAuliffe va llançar la seva primera novel·la, The Hill Ghost.

## Activisme
McAuliffe va ser anunciat com a ambaixador nacional d'UNICEF Austràlia el novembre de 2013. Després del seu nomenament, va dir: "És un honor ser convidat a ser ambaixador nacional a UNICEF Austràlia i tan important que és en un moment en què puc contribuir realment. Els meus amics, els actors amb els quals treballo i jo, tots tenir refugi, menjar i família. Hem d’ajudar els nens que no tenen aquestes coses".
McAuliffe és l'ambaixador juvenil de Wolf Connection, una organització sense ànim de lucre amb seu a Califòrnia, que rescata llops i gossos llop, i també té un programa d'educació i empoderament juvenil.

## Filmografia

### Actor
| Any  | Títol                   | Paper           | Notes           |
| ---- | ----------------------- | --------------- | --------------- |
| 2004 | D.C.                    | Young Jonathan  | Pel·lícula Curt |
| 2009 | Franswa Sharl           | Greg Logan      | Pel·lícula Curt |
| 2010 | Flipped                 | Bryce Loski     |                 |
| 2011 | Sóc el número quatre    | Sam Goode       |                 |
| 2013 | El gran Gatsby          | jove Jay Gatsby |                 |
| 2013 | Beneath the Harvest Sky | Dominic Roy     |                 |
| 2014 | Kite                    | Oburi           |                 |
| 2014 | Robot Overlords         | Sean Flynn      |                 |
| 2015 | Hacker                  | Alex Danyliuk   |                 |
| 2017 | The Legend of Ben Hall  | Daniel Ryan     |                 |
| 2019 | Summer Night            | Taylor Peters   |                 |

| Any       | Títol                                 | Paper            | Notes               |
| --------- | ------------------------------------- | ---------------- | ------------------- |
| 2007      | Comedy Inc.                           | Callum McAuliffe | 4 episodis          |
| 2008      | Resistance                            | Terrance Green   |                     |
| 2008      | Blue Water High                       | Ben              | episodis: 3x17-3x22 |
| 2009      | Packed to the Rafters                 | Rhys             | episodis: 1x17-1x19 |
| 2011      | Cloudstreet                           | Young Quick Lamb | 2 episodis          |
| 2012      | Underground: The Julian Assange Story | Prime Suspect    |                     |
| 2014      | Homeland                              | Tim Mathison     | episodi: 4x12       |
| 2017–2022 | The Walking Dead                      | Alden            | 28 episodis         |

### Doblatge
| Any  | Títol                   | Paper                                         |
| ---- | ----------------------- | --------------------------------------------- |
| 2018 | Return of the Obra Dinn | Thomas Lanke, Roderick Andersen, Peter Milroy |